# Jurij Mołczan
Jurij Siergiejewicz Mołczan (ros. Юрий Сергеевич Молчан; ur. 8 kwietnia 1983 w Tyraspolu) – rosyjski szermierz, florecista, brązowy medalista olimpijski.
Podczas igrzysk olimpijskich w Atenach w 2004 roku reprezentacja Rosji w składzie: Rienał Ganiejew, Jurij Mołczan, Rusłan Nasibullin i Wiaczesław Pozdniakow zdobyła brązowy medal w rywalizacji drużynowej. Parę dni wcześniej zajął 25. pozycję w rywalizacji indywidualnej. 
Nie zdobył medalu na mistrzostwach świata. Zdobył za to dwa drużynowe medale mistrzostw Europy: złoty na mistrzostwach Europy w Kopenhadze w 2004 roku oraz brązowy podczas rozgrywanych dwa lata później mistrzostw Europy w Izmirze w 2006 roku.